# منطقة بانج خاي
منطقة بانج خاي (بالإنجليزية: Bang Khae District)‏ هي هي واحدة من 50 منطقة في بانكوك، تايلاند. يقدر عدد سكانها بـ 192,119 نسمة .